# 160-я стрелковая дивизия (Горьковская)
160-я стрелковая дивизия — воинское соединение (стрелковая дивизия) РККА, принимавшее участие в Великой Отечественной войне в составе (последовательно) 13-й, 40-й, 6-й армий Центрального, Брянского, Юго-Западного и Воронежского фронтов.
Сокращённое наименование — 160-я сд.

## История формирования
160-я стрелковая дивизия — одна из, так называемых, «горьковских дивизий», сформированная перед началом Великой Отечественной войны из жителей Горьковской области.
Сформирована, на основании директивы НКО СССР от 8 июля 1940 года, как 160-я стрелковая дивизия 21-го стрелкового корпуса Московского военного округа. Формирование дивизии проходило с июля по август 1940 года в Гороховецких лагерях Горьковской группы МВО, по территориальному принципу. Командным составом дивизия пополнялась за счёт начсостава запаса и частично кадрового начсостава прибывшего из ВУЗов и частей округа. Укомплектование рядовым составом дивизия комплектовалась как за счёт частей округа, так и за счёт призыва 1940 года.
С 3 сентября по 10 октября 1940 года в дивизии прошли первые сборы приписного состава. Весной 1941 года дивизия во второй раз за время своего существования вышла на лагерные сборы, где её и застигло начало Великой Отечественной войны. 22 июня дивизия получила приказ на доформирование. За три дня дивизия была отмобилизована и приведена в соответствие со штатами военного времени.

## Боевой путь дивизии
Период вхождения в действующую армию: 5 июля 1941 года — 18 апреля 1943 года.
Первый эшелон дивизии отправился на фронт из города Горький 25 июня 1941 года. Всего на фронт вплоть до 2 июля ушло 25 эшелонов с личным составом и имуществом дивизии. Дивизия поступала в распоряжение 20-го стрелкового корпуса 13-й армии Западного фронта, которая держала оборону по Днепру в районе Могилева.
Первые эшелоны дивизии начали прибывать на станцию Чаусы и ряд других, более мелких станций восточнее Могилёва 12—13 июля. В местах выгрузки части дивизии подверглись бомбежке и сразу же понесли потери. Штаб дивизии прибыл на фронт позже некоторых формирований, что усилило неразбериху в войсках. К этому моменты немцы уже форсировали Днепр севернее и южнее Могилева и рвались к Чаусам, чтобы сомкнуть там кольцо окружения. Части 160-й стрелковой дивизии заняли оборону у рек Бася и Проня с приказом не допустить прорыва противника к Чаусам и здесь 13 июля приняли первый бой.
15 июля немцы обошли наши войска и вошли в Чаусы, таким образом части 20-го и 45-го стрелковых корпусов, в том числе и 160-й сд, оказались в окружении. Части дивизии оказались разбросанными на значительном пространстве: несколько подразделений находились у сел Александровка, Понятовка и Речица западнее Чаусов, штаб дивизии — в урочище Чаусы, а один из батальонов — на станции Кричев, вне кольца окружения (он не успел присоединиться к основной массе дивизии).
17 июля, после тяжёлого боя в урочище Чаусы, части дивизии отошли непосредственно к городу Чаусы, где командир дивизии генерал-майор И. М. Скугарев организовал оборону на западной окраине города и на рубеже реки Бася. Связь между частями отсутствовала, не хватало боеприпасов. Обнаруженный армейский склад боеприпасов улучшил положение.
537-й стрелковый полк подполковника И. Мельникова держался на восточном берегу реки Ресты, но был обойдён с двух сторон и получил приказ отступить. До 21 июля шли бои в междуречье Ресты и Прони.
Бои завязались и в самом городе Чаусы. 160-я сд удерживала его несколько дней, в конце концов её остатки переправились через реку Проня и заняли оборону на её восточном берегу. Между тем из-за потери управления некоторые части дивизии ещё находились на реках Реста и Бася, а некоторые — уже отходили к городу Кричев.
В конце концов остатки дивизии вместе с другими частями начали отход вдоль железной дороги на рубеж реки Сож к Кричеву. Пройдя через этот город, 160-я сд закрепилась на восточном берегу Сожи и даже выбила переправившегося противника из села Красная Буда. На этом рубеже дивизия держалась до 4 августа, когда получила приказ отправиться на доукомплектование в резерв Центрального фронта, в город Новобелица, что восточнее Гомеля. Дивизия потеряла в окружении свыше 9 тысяч человек убитыми, ранеными и пропавшими без вести из 14 тысяч, полностью погибла материальная часть 290-го истребительно-противотанкового дивизиона и 566-го артиллерийского полка, почти полностью погиб 443-й стрелковый полк.
В ожесточённых боях дивизии удалось задержать продвижение врага. Однако в последующем под натиском превосходящих сил противника она была вынуждена с тяжёлыми боями отходить в район Гомеля. 18 августа дивизию вывели из резерва фронта и отправили под Гомель. 25 сентября, взамен погибшего 443-го полка, в состав дивизии был введён 868-й стрелковый полк 287-й стрелковой дивизии, который сменил свой номер на 443-й.
Осенью дивизия сражалась в Курской области и там снова попала в окружение, из которого с трудом вырвалась с большими потерями, в составе 13-й армии Брянского фронта вся 160-я сд окружена с 5 октября 1941 года в районе г. Рыльска, вышла в районе Семеново. После этого в течение длительного времени она держала оборону на верхнем Дону — вплоть до перехода наших войск в контрнаступление под Сталинградом осенью 1942 года. В декабре 1941 — январе 1942 года участвовала в Курско-Обоянской операции.
В сентябре 1941 года командование дивизии принял полковник М. Б. Анашкин.
В сентябре 1941 года — июле 1942 года дивизия в составе войск Брянского и Юго-Западного фронтов вела упорные оборонительные бои с фашистами на новозыбковском, курском, воронежском и валуйки-россошанском направлениях. В августе — октябре 1942 года совместно с другими соединениями 6-й армии Воронежского фронта участвовала в операциях по захвату плацдармов на западном берегу р. Дон в районе Коротояк, в боях за освобождение г. Воронеж и ликвидации плацдарма немецко-фашистских войск на левом берегу Дона. Особенно напряжённые бои с гитлеровцами разгорелись в августе 1942 года на р. Дон в районе г. Лиски.
Исключительное геройство здесь проявил красноармеец комсомолец Ч. Тулебердиев. Под сильным огнём противника он вплавь переправился через Дон, первым достиг вражеского дзота и своим телом закрыл амбразуру, обеспечив своему подразделению успех при форсировании реки и захвате плацдарма на её западном берегу. Посмертно ему было присвоено звание Героя Советского Союза, он зачислен навечно в списки 9-й стрелковой роты 636-го стрелкового полка (273-го гвардейского стрелкового полка).
В январе — марте 1943 года в составе 6-й армии Юго-Западного фронта, затем 3-й танковой армии, и 69-й армий Воронежского фронта дивизия вела бои на острогожско-россошанском и харьковском направлениях.
За мужество и героизм, проявленные в боях с немецко-фашистскими захватчиками, 18 апреля 1943 года за мужество и героизм личного состава удостоена почётного звания «Гвардейская» и была преобразована в 89-ю гвардейскую стрелковую дивизию.

## Состав
- управление
- 443-й стрелковый полк
- 537-й стрелковый полк
- 636-й стрелковый полк
- 566-й (лёгкий) артиллерийский полк
- 290-й отдельный истребительно-противотанковый дивизион
- 406-я отдельная зенитно-артиллерийская батарея (459-й отдельный зенитно-артиллерийский дивизион)
- 499-я отдельный пулемётный батальон (с 10.10.1942)
- 186-й отдельный разведывательный батальон
- 266-й отдельный сапёрный батальон
- 657-я отдельная рота связи (176-я отдельный батальон связи)
- 191-й отдельный медико-санитарный батальон
- 262-я отдельная рота химической защиты
- 661-я отдельная автотранспортная рота подвоза[4]
- 149-я полевая хлебопекарня (424-й полевой автохлебозавод)
- 512-я полевая почтовая станция
- 437-я полевая касса Госбанка[2]
- Ветеринарный лазарет
- 633-й гаубичный артиллерийский полк

## Командование дивизии

### Командиры
- Скугарев, Иван Михайлович (16.07.1940 — 18.09.1941), генерал-майор;
- Анашкин, Михаил Борисович (20.09.1941 — 27.08.1942), подполковник;
- Серюгин, Михаил Петрович (28.08.1942 — 18.02.1943), полковник;
- Баксов, Алексей Иванович (19.02.1943 — 18.04.1943), полковник[5][6]

### Военные комиссары (с 9.10.1942 заместители командира по политчасти)
- Балакин Василий Фёдорович (02.08.1940 — 22.09.1941), полковой комиссар;
- Вилков Павел Михайлович (22.09.1941 — 20.10.1941), батальонный комиссар;
- Олейник Фёдор Иванович (20.10.1941 — 18.04.1943), старший батальонный комиссар, с 10.01.1942 полковой комиссар, с 5.12.1942 полковник[7]

### Начальники штаба
- Матвеев, Митрофан Ильич (08.07.1940 — 12.08.1941), майор, подполковник;
- Пименов Фёдор Алексеевич (18.08.1941 — 12.02.1942), майор, подполковник;
- Казакевич, Павел Константинович (12.02.1942 — 10.05.1942), майор;
- Майборода, Феоктист Данилович (10.05.1942 — 15.07.1942), подполковник;
- Ткаченко Алексей Васильевич (15.07.1942 — 20.03.1943), подполковник;
- Айолло Израиль Моисеевич (20.03.1943 — 18.04.1943), подполковник

## Герои Советского Союза
- Тулебердиев, Чолпонбай, красноармеец, стрелок 636-го стрелкового полка.

## Люди, связанные с дивизией
- Жеков-Богатырёв, Фёдор Христофорович — с октября 1940 года по март 1941 года, служил помощником командира по строевой части 537-го стрелкового полка. Впоследствии советский военачальник, полковник.
- Цвинтарный, Яков Герасимович — с мая 1941 года по февраль 1942 года, служил помощником командира по снабжению 537-го стрелкового полка. Впоследствии советский военачальник, полковник.